# Skärblacka landskommun
Skärblacka landskommun var en tidigare kommun i Östergötlands län.

## Administrativ historik
Kommunen bildades som storkommun vid 1952 års kommunreform genom sammanläggning av de tidigare kommunerna Kullerstad och Vånga. Den fick sitt namn efter tätorten Skärblacka.
År 1963 lades den samman med Norsholms landskommun. Även den nya kommunen fick namnet Skärblacka. Sedan 1971 ingår området i Norrköpings kommun.
Kommunkoden var 0526.

### Kyrklig tillhörighet
I kyrkligt hänseende tillhörde kommunen Kullerstads församling och Vånga församling. Den 1 januari 1963 tillkom Kimstads församling och Skärkinds församling.

## Geografi
Skärblacka landskommun omfattade den 1 januari 1952 en areal av 204,03 km², varav 167,63 km² land.

### Tätorter i kommunen 1960
| Tätort     | Folkmängd |
| ---------- | --------- |
| Skärblacka | 2 943     |
| Röbriken   | 217       |

Tätortsgraden i kommunen var den 1 november 1960 64,4 procent.

## Politik

### Mandatfördelning i valen 1950–1966
|  | 22 | 2 | 5 | 3 | 2 |

| 31 |

|  | 21 | 3 | 4 | 3 | 3 |

| 28 | 7 |

|  | 23 | 5 | 3 | 3 |

| 29 | 6 |

|  | 25 | 6 | 4 | 4 |

| 33 | 7 |

| 2 | 22 | 6 | 3 | 2 | 5 |

| 34 | 6 |